# Askeby församling
Askeby församling var en församling i Linköpings stift inom Svenska kyrkan i Linköpings kommun i Östergötlands län. Församlingen uppgick 2009 i Åkerbo församling.
Församlingskyrka var Askeby kyrka.

## Administrativ historik
Församlingen har medeltida ursprung.
Församlingen utgjorde till 1534 ett eget pastorat för att därefter till 1541 vara moderförsamling i pastoratet Askeby och Gistad, för att därefter till 1555 utgöra ett eget pastorat. Församlingen var från 1555 annexförsamling i Vårdsbergs pastorat, för att från 1581 till 1 maj 1917 åter utgöra ett eget pastorat. Från 1 maj 1917 till 1962 var församlingen annexförsamling i pastoratet Bankekind och Askeby. Från 1962 till 2008 var den annexförsamling i pastoratet Bankekind, Askeby, Örtomta och Vårdsberg som Vårdsberg lämnade 1978. Från 2006 var sedan församlingen annexförsamling i Åkerbo pastorat. Församlingen uppgick 2009 i Åkerbo församling.
Församlingskod var 058030.

## Kyrkoherdar
Lista över kyrkoherdar i Askeby församling.
| Ämbetstid | Namn                          | Levnadstid | Kommentar                                             |
| --------- | ----------------------------- | ---------- | ----------------------------------------------------- |
| 1379–1398 | Olof                          | –1398      |                                                       |
| 1418      | Olavus                        |            |                                                       |
| 1501–1528 | Johannes Andreæ               | –1528      | Curatus.                                              |
| 1529–1534 | Nicolaus Petri                | –1534      |                                                       |
| 1534–1541 | Anders Jegere (Jägare)        | –1543      | Senare kyrkoherde i Torsö församling.                 |
| 1582–1593 | Gregorius Jonæ                | –1593      |                                                       |
| 1593–1617 | Johannes Petri                | –1617      |                                                       |
| 1618–1625 | Elavus Törnevallius           | 1580–1646  | Senare kyrkoherde i Ljungs församling.                |
| 1625–1630 | Petrus Jonæ Pictorius         | –1642      | Senare kyrkoherde i Lommaryds församling.             |
| 1630–1673 | Nicolaus Svenonis Amemontanus | 1585–1673  | Kontraktsprost.                                       |
| 1674–1724 | Abrahamus Aschanius           | 1632–1724  | Kontraktsprost.                                       |
| 1715–1759 | Nils Aurelius                 | 1674–1759  | Kontraktsprost.                                       |
| 1761–1794 | Nils Aurelius                 | 1718–1794  |                                                       |
| 1795–1819 | Daniel Lindhagen              | 1750–1819  |                                                       |
| 1821–1834 | Claes Wimermark               | 1768–1834  | Prost och kontraktsprost.                             |
| 1834      | Samuel Gustaf Örtengren       |            | Senare kyrkoherde i Horns församling.                 |
| 1841–1845 | Jöns Georg Linck              | 1796–1845  |                                                       |
| 1845–1866 | Olof Leydner                  | 1786–1866  | Prost.                                                |
| 1867      | Nils Wilhelm Frösén           |            | Utnämnd 1867. Senare kyrkoherde i Målilla församling. |
| 1869–1883 | John Lindelius                | 1804–1883  |                                                       |
| 1886–1917 | Christian Fredrik Lindblom    | 1839–1917  | Kontraktsprost.                                       |

### Komministrar
Lista över komministrar i Askeby församling. Tjänsten drogs in 1 maj 1897.
| Ämbetstid | Namn                    | Levnadstid | Kommentar                                   |
| --------- | ----------------------- | ---------- | ------------------------------------------- |
| 1661–1674 | Ericus Benedicti        | 1633–1684  | Senare komminister i Brunneby församling.   |
| 1677–1720 | Andreas Pauli Wadnelius | –1720      |                                             |
| 1721–1759 | Nils Metander           | 1683–1759  |                                             |
| 1759–1770 | Daniel Dahlbeck         | 1711–1770  |                                             |
| 1770–1801 | Isac Moselius           | 1727–1801  |                                             |
| 1802–1818 | Johan Fredric Scherman  | 1766–1837  | Senare kyrkoherde i Östra Hargs församling. |
| 1819      | Carl Israel Lindhagen   | 1789–1839  | Senare komminister i Älvestads församling.  |
| 1828      | Eric Henric Berglund    |            | Senare kyrkoherde i Ingatorps församling.   |
| 1840–1860 | Magnus Winbladh         | 1796–1860  |                                             |
| 1861–1895 | Olof Gustaf Dalström    | 1827–1895  |                                             |

## Klockare och organister
| Ämbetstid | Namn                              | Levnadstid | Övrigt                |
| --------- | --------------------------------- | ---------- | --------------------- |
| 1717      | Anders                            |            | Klockare              |
| 1742–1753 | Johan Nilsson                     |            | Klockare              |
| 1755–1798 | Mårten Jönsson (Martin Ringelius) | 1727–1798  | Organist              |
| -1775     | Olof Karlsson Ljungberg           | –1775      | Klockare              |
| 1775–1781 | Johan Ljungberg                   | 1752–1781  | Klockare              |
| 1781–1800 | Isak Ljungberg                    | 1756–1836  | Klockare och organist |
| 1833–1840 | Nils Fredrik Strand               | 1809–      | Klockare och organist |
| 1840–1905 | Nils Fredrik Andersson            | 1817–1905  | Klockare och organist |
|           | Anders Peter Andersson            | 1847–      |                       |
| 1905–1913 | Natanael Jonsson                  |            | Klockare och organist |
| 1913–1921 | Carl Gustaf Gideon (Johansson)    | 1889–      | Organist och klockare |
| 1921–1961 | Knut Engberg                      | 1898–      | Organist och klockare |